# Landschaftspolder Kirche

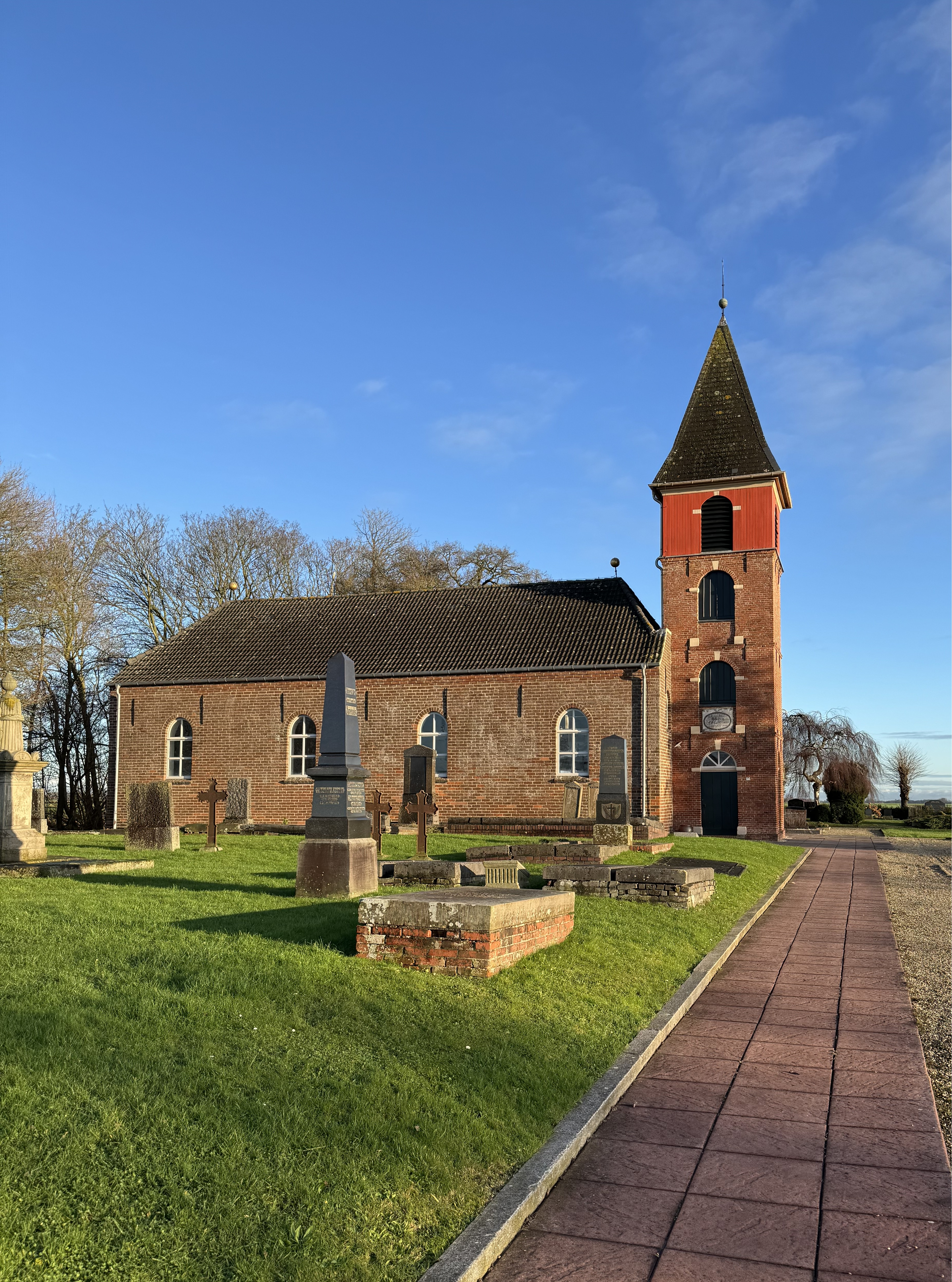
Landschaftspolderer Kirche mit Friedhof von Westen

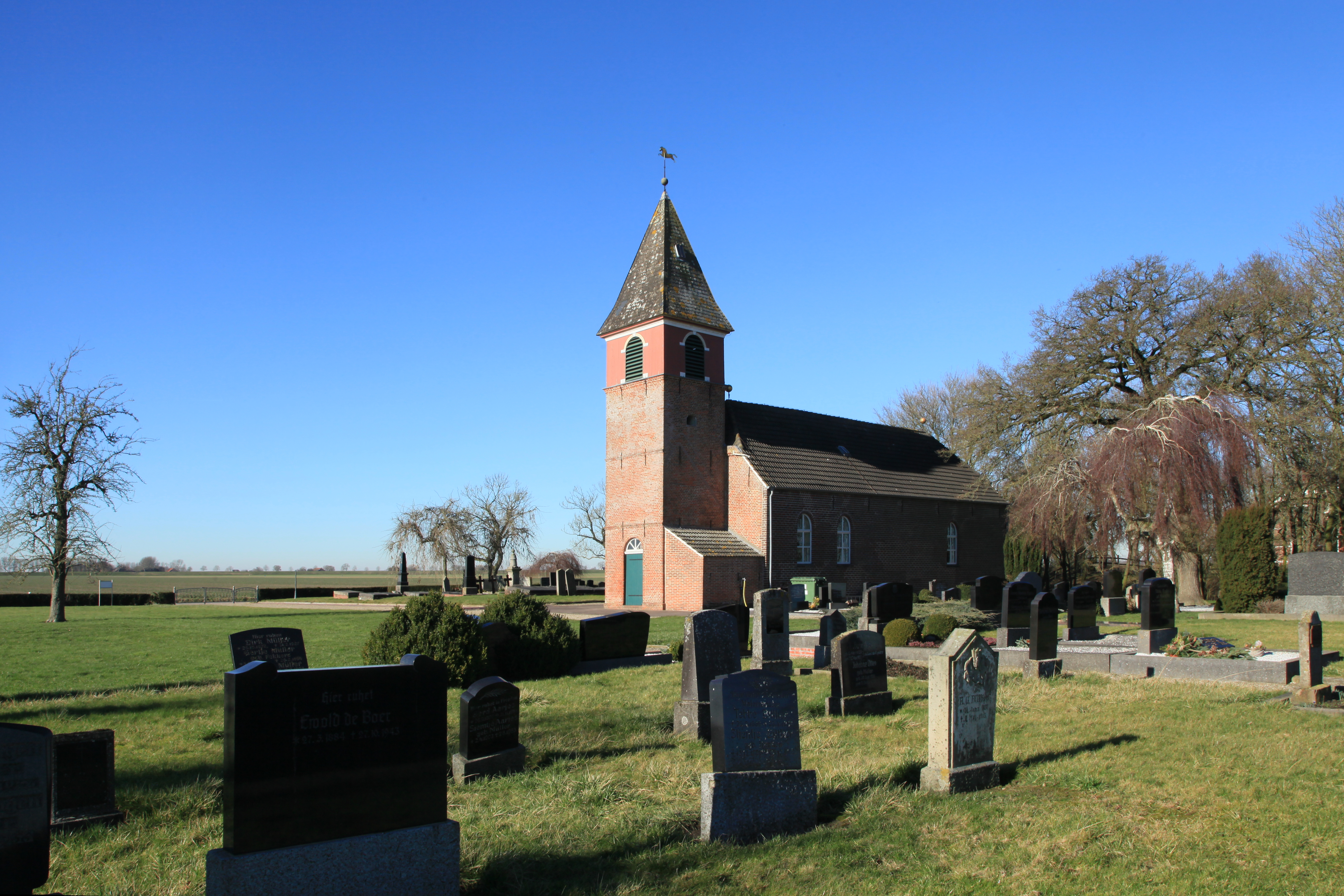
Kirche von Südosten

Die Landschaftspolderer Kirche ist eine evangelisch-reformierte Kirche im ostfriesischen Landschaftspolder. Die Backsteinkirche wurde 1768 gebaut.

## Geschichte

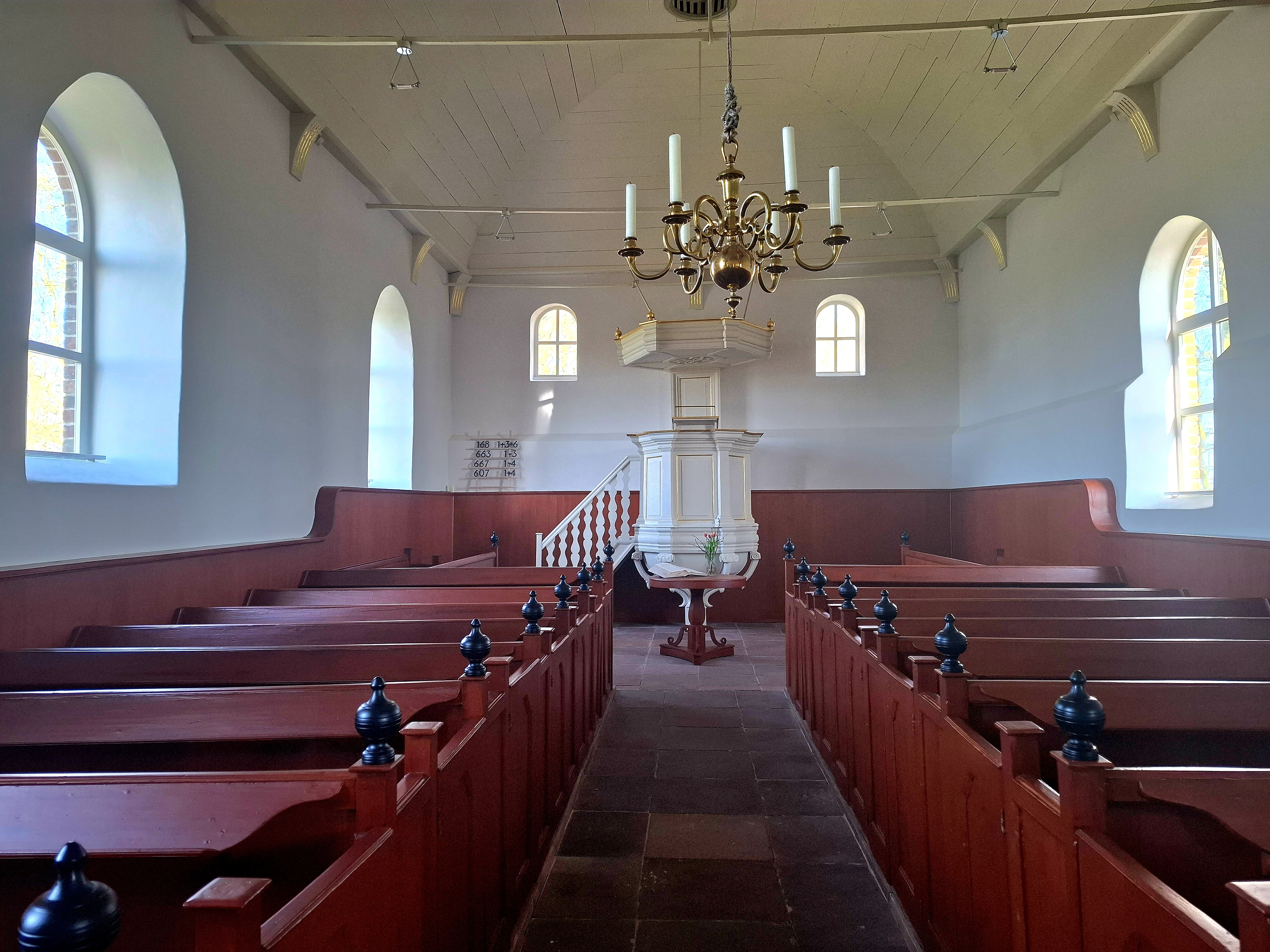
Innenraum Richtung Norden (2025)

Aufgrund des weiten Weges nach Bunde oder Ditzum bestand seit 1759 der Wunsch, einen eigenen Prediger in Landschaftspolder anzustellen, und seit 1761, eine eigene Kirche zu bauen. Durch die hohen finanziellen Belastungen infolge des Siebenjährigen Kriegs mussten diese Pläne zunächst aufgeschoben werden. Auf Antrag der Polderbauern genehmigte Friedrich der Große am 22. Juni 1765 den Bau einer Kirche auf dem 1752 neu gewonnenen Polder. Ein Jahr später erfolgte die Gründung der reformierten Kirchengemeinde Landschaftspolder, die zuvor in Bunde eingepfarrt war, und die Einsetzung von Cornelius Knotnerus als erster Pastor.
Im Jahr 1768 wurde das Gotteshaus mit 204 Sitzplätzen erbaut. 1829 ersetzte ein gemauerter Glockenturm, der südlich angebaut wurde, den hölzernen Vorgängerbau. Hinter der Kirche wurde in demselben Jahr die „alte Schule“ mit einem einzigen Unterrichtsraum an den Turm angebaut. Das Schulgebäude konnte nur durch den Turm betreten werden und wurde 1954 abgerissen und durch einen Geräteschuppen ersetzt. Die Glocke wurde 1851 gegossen, nachdem die mittelalterliche geborsten war, die man der Hamswehrumer Gemeinde abgekauft hatte.
Das ebenfalls im Jahr 1768 errichtete Pastorat, das unmittelbar an die Kirche angrenzte und über eine kleine Scheune verfügte, wurde 2004 wegen Baufälligkeit abgerissen. Die Gemeinde hatte bis 1922 ihren eigenen Pastor, wurde dann aber mit Ditzumerverlaat zusammengelegt, um sich auf diese Weise des sozial engagierten Pastors Dr. Arnold Wilhelm Nordbeck (1860–1948) zu entledigen. Seit 1973 ist der Ditzumerverlaater Pastor zudem für Süd-Bunderhammrich und seit 1984 für Ditzumerhammrich zuständig. Im Jahr 2002 umfasste die Gemeinde in Landschaftspolder 63 Mitglieder. Im Jahr 2022 waren es um die 50 Mitglieder
Im Jahr 2018 wurden Pläne für eine umfassende Sanierung der Polderkirche entwickelt. Das Mauerwerk wurde bis auf einige Stellen in der Süd- und Nordwand vom Putz befreit, Risse wurden saniert und alles rundum neu verfugt. Morsches Holz wurde ersetzt und das hölzerne Glockengeschoss neu gestrichen. Im Inneren wurde der Mittelgang zwischen dem Kirchengestühl mit Sandsteinplatten belegt, in der Südwand der Orgelempore ein Durchbruch zum Kirchturm geschaffen und der Innenraum der Kirche samt der hölzernen Kirchenausstattung farblich neu gefasst. Dabei wurde über der Orgel eine Illusionsmalerei in Form eines Vorhangs, die in Vergessenheit geraten war, entdeckt und wieder freigelegt. Im südlichen Bereich wurden sanitäre Einrichtungen und eine Teeküche eingebaut. Die Renovierung erfolgte im Jahr 2022/2023 und kostete rund 360.000 Euro, von denen der Bund 160.000 Euro aus dem Denkmalschutz-Sonderprogramm übernahm. 200.000 Euro wurden durch Spenden (etwa 30.000 Euro), die Gerhard ten Doornkaat Koolman-Stiftung, die Klosterkammer Hannover und das Amt für regionale Landesentwicklung finanziert. Die Wiedereinweihung fand am 23. Mai 2023 statt.

## Baubeschreibung

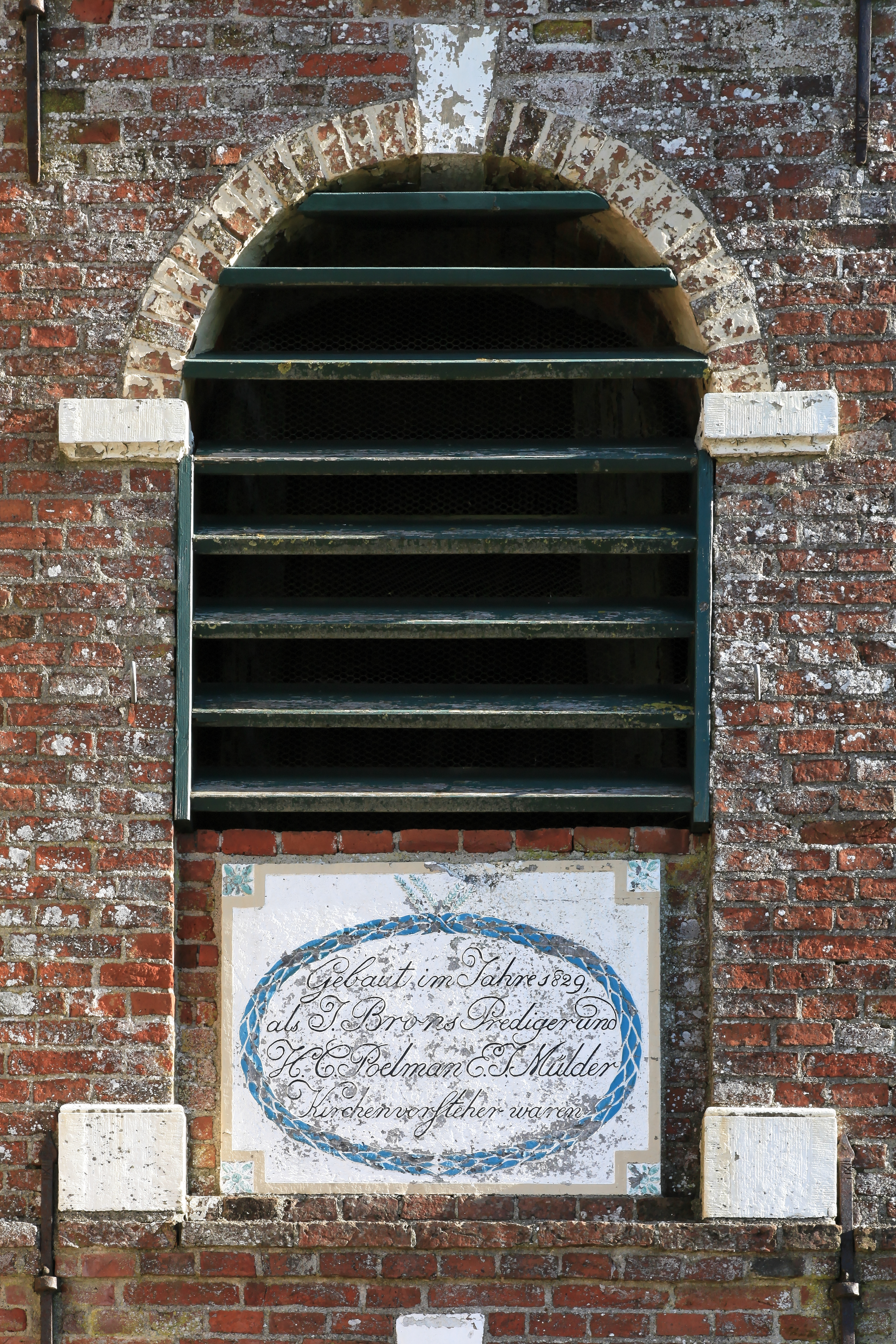
Bauinschrift von 1829 über dem Westportal

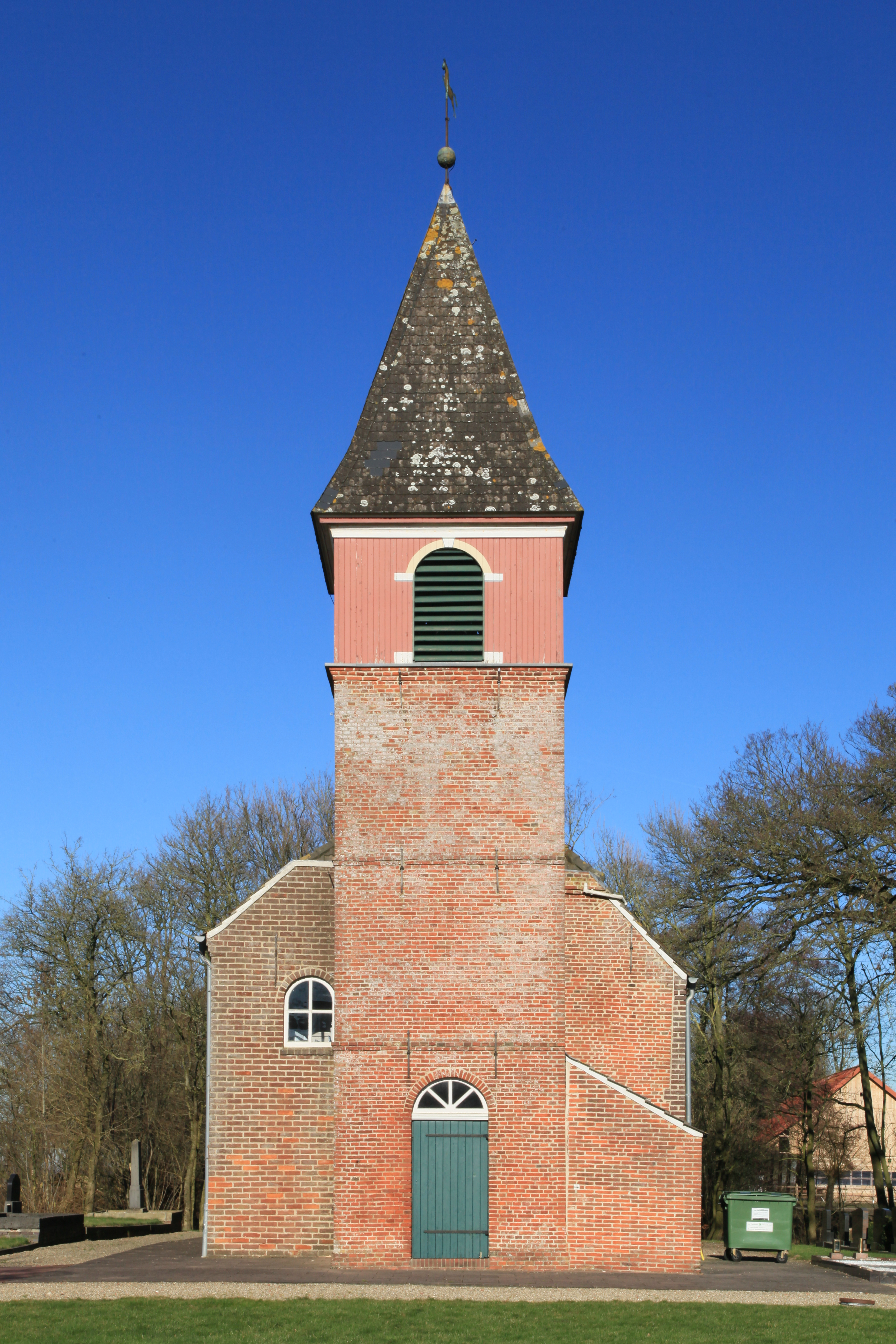
Kirchturm von Süden (2019)

Die Saalkirche auf rechteckigem Grundriss ist nicht geostet, sondern wurde parallel zur westlich verlaufenden Landstraße inmitten eines Kirchhofs errichtet. Zwei goldene Kugeln zieren das Walmdach. In der westlichen Langseite belichten vier rundbogige Fenster und in der Ostwand drei Fenster den Innenraum. In der Nordseite sind zwei kleine Rundbogenfenster und in der Südseite links vom Turm ein kleines hochsitzendes Rundbogenfenster eingelassen. Die ursprünglich verputzten Wände wurden 1960 mit roten Tonziegeln im Klostersteinformat verblendet.
Der viergeschossige Südturm auf quadratischem Grundriss dient als Glockenturm und zudem als Eingang. Über dem hochrechteckigen Westportal ist eine Bauinschrift angebracht: „Gebaut im Jahre 1829, als J. Brons Prediger und H. C. Poelman E. J. Mülder Kirchenvorsteher waren“. Des Weiteren ist im Süden eine schlichte Tür eingebaut. Die Lünetten über beiden Eingängen haben ein halbkreisförmiges Oberlicht. An der Ostseite des Turms ist noch der Giebelansatz des abgerissenen Schulgebäudes erkennbar. Die Zementfliesen im Eingangsbereich aus der Zeit um 1900 sind schachbrettartig schwarz-gelb eingefärbt.
Die mittleren beiden Obergeschosse des Turms haben in der Westseite rundbogige Schallöffnungen mit Kämpfersteinen und keilförmigen Schlusssteinen. Das oberste Turmgeschoss ist in Holz ausgeführt und überragt die Kirche. Es hat an allen Seiten Schallöffnungen für das Geläut. Die einzige Glocke an einem geraden Joch wurde 1851 von den Glockengießern Andreas H. van Bergen und Claude Fremy in Stickelkamperfehn gegossen und erklingt auf dem Ton gis′. Der Turm wird von einem Zeltdach mit einem Turmknauf und einem Pferd als Wetterfahne bekrönt.

## Ausstattung

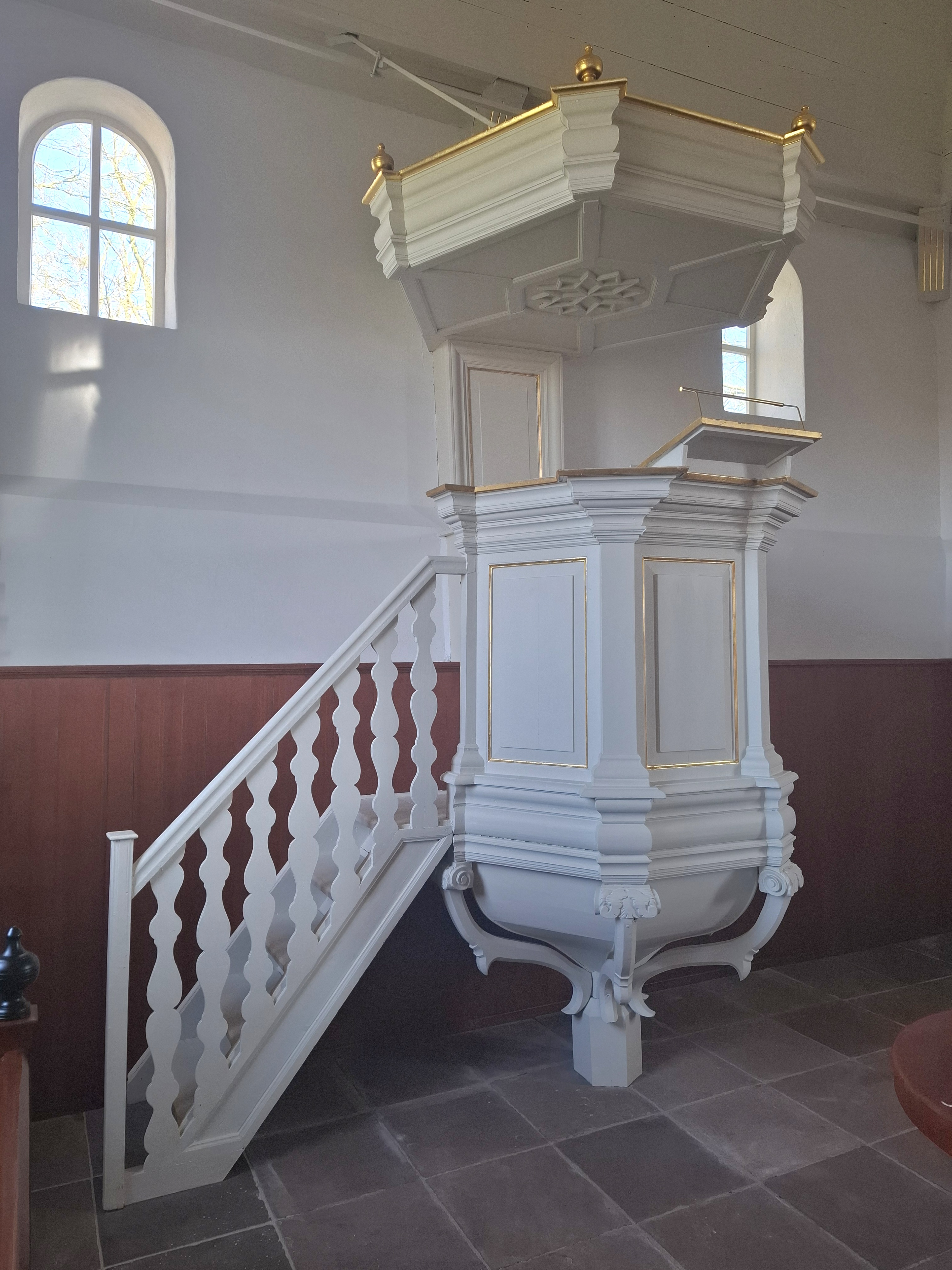
Bauzeitliche Kanzel in edlem Weiß mit Vergoldungen

Das Innere wird von der spätbarocken Kirchenausstattung geprägt, die vollständig erhalten ist. Die weiße hölzerne Tunneldecke ruht auf Konsolen mit vergoldeten Kanneluren und hat einen sechsarmigen Kronleuchter aus Messing. Zuganker dienen der Stabilisierung der Langseiten der Kirche. Die kleine polygonale Kanzel in weißer Fassung mit teils vergoldeten Profilen ist mittig an der Nordseite aufgestellt. Der Kranzgesims des Kanzelkorbs und der sechseckige Schalldeckel mit seinen vier bekrönenden goldenen Kugeln sind profiliert und verkröpft. Die Orgelempore im Süden ruht auf vier Rundsäulen mit hohen vierkantigen Basen und trägt an der Brüstung die Inschrift „Gnade sei mit Euch“. Das hölzerne Kastengestühl mit einer mahagonifarbenen Holzimitation lässt einen Mittelgang frei, der seit 2023 mit roten Sandsteinplatten belegt ist. Zu den Vasa Sacra zählen neben einem Kelch aus dem Jahr 1800 ein Teller, eine Kanne und eine Taufschale. Über der Orgel ein roter geraffter Bühnenvorhang mit Kordeln und Quasten gemalt, der bei der letzten Kirchenrenovierung freigelegt wurde. 

## Orgel

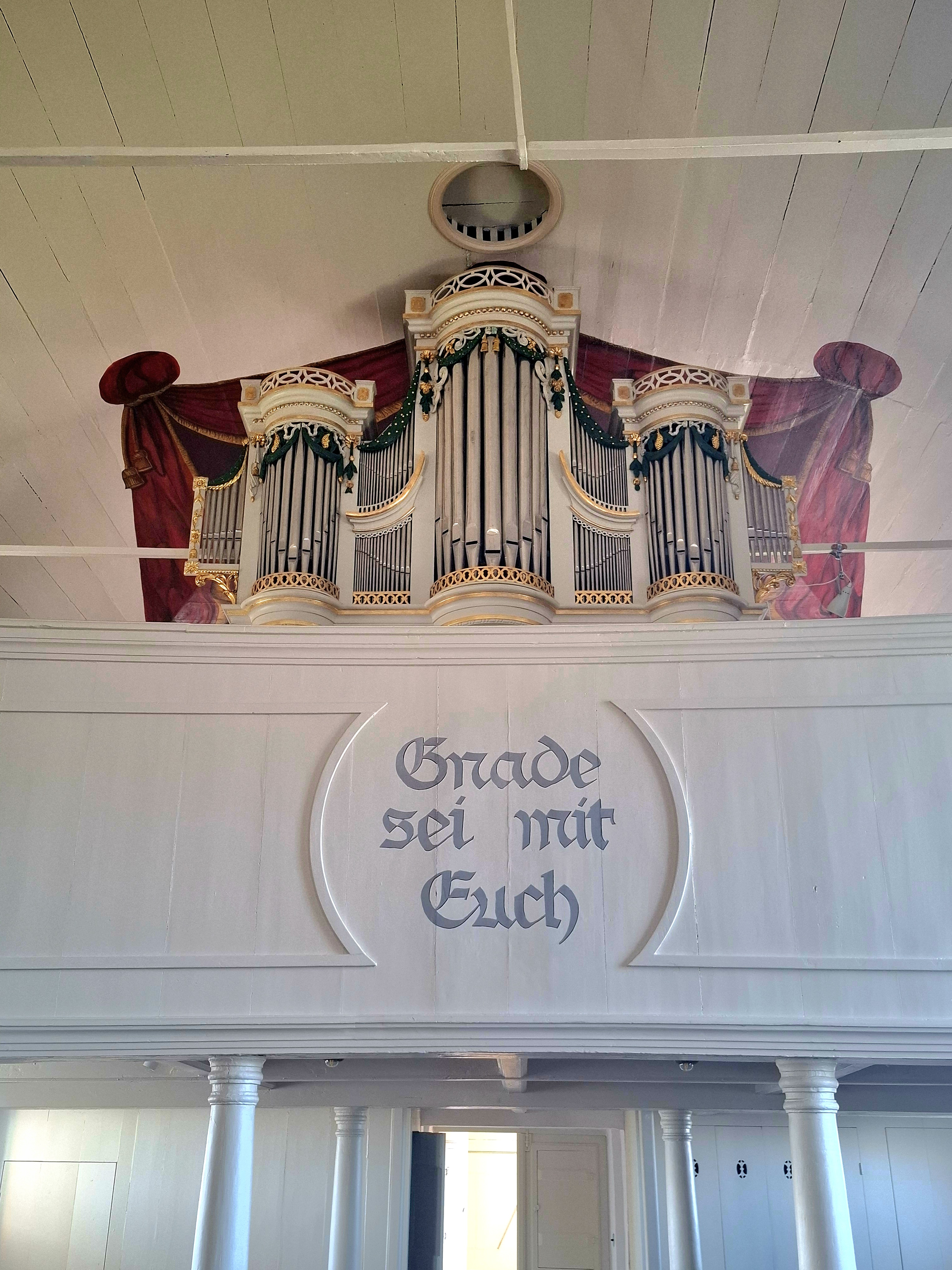
Orgel mit historischem Prospekt von 1814

Die seitenspielige Orgel wurde 1814 von Gerhard Janssen Schmid gebaut. Im Jahr 1915 ersetzte die Firma Rohlfing aus Osnabrück das Pfeifenwerk und baute ein zweimanualiges mit 8 Registern ein, das später um 2 Register erweitert wurde. 1987/1988 schuf die Krummhörner Orgelwerkstatt mit Bartelt Immer und Regina Stegemann ein neues Werk im Stil von Schmid hinter dem reich verzierten historischen Prospekt. 5 der 8 ursprünglichen Register wurden rekonstruiert. Nicht gebaut wurden Gambe 8′, Traversflöte 8′ und Trompete 8′. Drei Rundtürme werden durch zweigeschossige Harfenfelder verbunden. Zwei flankierende Flachfelder mit Blindpfeifen lassen die Orgel noch größer erscheinen. Das Instrument verfügt über fünf Register auf einem Manual und ein angehängtes Pedal. Die Disposition lautet wie folgt:
| I Manual C–f1 |    |
| Gedackt       | 8′ |
| Principal     | 4′ |
| Rohrflöte     | 4′ |
| Blockflöte    | 2′ |
| Mixtur III    |    |

| Pedal C–a0 |
| angehängt  |